# Roger Guillemin
Roger Charles Louis Guillemin (Dijon, 11 januari 1924 – San Diego (Californië), 21 februari 2024) was een Frans-Amerikaans endocrinoloog die vooral bekend werd door zijn werk op het gebied van neurohormonen waar hij in 1977 de Nobelprijs voor Geneeskunde voor kreeg. Hij beschreef als eerste de werking van TRH (thyrotropin-releasing hormone) en GnRH (gonadotropin-releasing hormone).

## Biografie
Guillemin werd geboren in Dijon als zoon van de instrumentmaker Raymond Guillemin en Blanche Rigollet Guillemin. Na het voltooien van zijn opleiding aan de Universiteit van Bourgondië behaalde hij in 1949 zijn master aan de Medische Faculteit te Lyon. Hij onderbrak zijn studie gedurende de Tweede Wereldoorlog toen zijn vaderland bezet werd door nazi-Duitsland en hij actief was in het Franse verzet. Zo hielp hij vluchtelingen over het Jura-gebergte te ontsnappen naar het neutrale Zwitserland.
Na zijn studie ging hij naar het Franstalige deel van Canada, om te werken als onderzoekassistent van Hans Selye aan het Instituut van Experimentele Geneeskunde en Chirugie van de Universiteit van Montréal. Na zijn promotie in de fysiologie in 1953 verhuisde Guillemin nog datzelfde jaar naar de Verenigde Staten waar hij zich aansloot bij de afdeling van het Baylor College of Medicine te Houston. In 1965 werd hij Amerikaans staatsburger. 
In 1970 was hij betrokken bij de oprichting van het Salk-instituut in La Jolla waar hij werkzaam was tot aan zijn pensionering in 1989.

## Werk
Guillemins belangrijkste werk betrof zijn onderzoek naar het endocrien systeem, en dan met name peptidehormonen van de hypothalamus die de afgifte van hormonen door de neurohypofyse controleren. Aanvankelijk werkte hij nauw samen met Schally in de isolatie en identificatie van deze hormonen maar later werden ze elkaars concurrenten op dit onderzoeksgebied. Al in 1946 had de Engelse fysioloog Geoffrey Harris op grond van experimenten vastgesteld dat de hypothalamus, het onderste deel van de middenhersenen, de werking reguleert van de er vlak onder gelegen hypofyse, de meest veelzijdige hormoonproducerende klier van het menselijk (en zoogdieren) lichaam. Harris postuleerde dat zenuwcellen uit de hypothalamus substanties produceren en aan het bloed afgeven (neurosecretie) die via een poortaderstelsel de hypofysevoorkwab bereiken en daar de hormoonafgifte stimuleren of remmen.
In 1968 slaagde Guillemin en zijn medewerkers erin om het "thyrotropin-releasing hormone" (TRH) te isoleren uit hersenweefsel van geslachte schapen. Hierop kon hij, onafhankelijk van Schally, de structuur van het hormoon bepalen. Kort daarna isoleerde Guillemin "gonadotropin-releasing hormone" (GnRH) en in 1970 een derde hypothalamushormoon die hij somatostatine noemde, een "growth-hormone-inhibiting hormone" (GH-IH). Voor dit onderzoek won Guillemin samen met Schally de helft van de Nobelprijs, de andere helft ging naar Rosalyn Sussman Yalow. 
Guillemin overleed op 21 februari 2024 op 100-jarige leeftijd.

## Prijzen en onderscheidingen
- National Academy of Sciences, 1974
- Gairdner Foundation International Award, 1974
- Albert Lasker Award for Basic Medical Research, 1975
- Dickson Prize in Medicine, 1976
- Passano Award in Medical Sciences, 1976
- National Medal of Science, 1976
- American Academy of Arts and Sciences, 1977
- Nobelprijs voor Geneeskunde (tegenwoordig: Nobelprijs voor Fysiologie of Geneeskunde), 1977

1901: Behring · 
1902: Ross · 
1903: Finsen · 
1904: Pavlov · 
1905: Koch · 
1906: Golgi, Ramón y Cajal · 
1907: Laveran · 
1908: Mechnikov, Ehrlich · 
1909: Kocher · 
1910: Kossel · 
1911: Gullstrand · 
1912: Carrel · 
1913: Richet ·
1914: Bárány · 
1919: Bordet · 
1920: Krogh · 
1922: Hill, Meyerhof · 
1923: Banting, Macleod · 
1924: Einthoven ·
1926: Fibiger · 
1927: Wagner-Jauregg · 
1928: Nicolle · 
1929: Eijkman, Hopkins · 
1930: Landsteiner · 
1931: Warburg · 
1932: Sherrington, Adrian · 
1933: Morgan · 
1934: Whipple, Minot, Murphy · 
1935: Spemann · 
1936: Dale, Loewi · 
1937: Szent-Györgyi · 
1938: Heymans · 
1939: Domagk · 
1943: Dam, Doisy · 
1944: Erlanger, Gasser · 
1945: Fleming, Chain, Florey · 
1946: Muller · 
1947: C. Cori, G. Cori, Houssay · 
1948: Müller · 
1949: Hess, Moniz · 
1950: Kendall, Reichstein, Hench · 
1951: Theiler · 
1952: Waksman · 
1953: Krebs,Lipmann ·
1954: Enders, Weller, Robbins · 
1955: Theorell · 
1956: Cournand, Forssmann, Richards · 
1957: Bovet · 
1958: Beadle, Tatum, Lederberg · 
1959: Ochoa, Kornberg · 
1960: Burnet, Medawar · 
1961: Békésy · 
1962: Crick, Watson, Wilkins · 
1963: Eccles, Hodgkin, Huxley · 
1964: Bloch, Lynen · 
1965: Jacob, Lwoff, Monod · 
1966: Rous, Huggins · 
1967: Granit, Hartline, Wald · 
1968: Holley, Khorana, Nirenberg · 
1969: Delbrück, Hershey, Luria · 
1970: Katz, Euler, Axelrod · 
1971: Sutherland · 
1972: Edelman, Porter · 
1973: Frisch, Lorenz, Tinbergen · 
1974: Claude, De Duve, Palade · 
1975: Baltimore, Dulbecco, Temin ·
1976: Blumberg, Gajdusek · 
1977: Guillemin, Schally, Yalow · 
1978: Arber, Nathans, Smith · 
1979: Cormack, Hounsfield · 
1980: Benacerraf, Dausset, Snell · 
1981: Sperry, Hubel, Wiesel · 
1982: Bergström, Samuelsson, Vane · 
1983: McClintock · 
1984: Jerne, Köhler, Milstein · 
1985: Brown, Goldstein · 
1986: Cohen, Levi-Montalcini · 
1987: Tonegawa · 
1988: Black, Elion, Hitchings · 
1989: Bishop, Varmus · 
1990: Murray, Thomas · 
1991: Neher, Sakmann · 
1992: Fischer, Krebs · 
1993: Roberts, Sharp · 
1994: Gilman, Rodbell · 
1995: Lewis, Nüsslein-Volhard, Wieschaus · 
1996: Doherty, Zinkernagel · 
1997: Prusiner · 
1998: Furchgott, Ignarro, Murad · 
1999: Blobel · 
2000: Carlsson, Greengard, Kandel ·
2001: Hartwell, Hunt, Nurse · 
2002: Brenner, Horvitz, Sulston · 
2003: Lauterbur, Mansfield · 
2004: Axel, Buck · 
2005: Marshall, Warren ·
2006: Fire, Mello ·
2007: Capecchi, Smithies, Evans ·
2008: Zur Hausen, Barré–Sinoussi, Montagnier ·
2009: Blackburn, Greider, Szostak ·
2010: Edwards ·
2011: Beutler, Hoffmann, Steinman ·
2012: Gurdon, Yamanaka ·
2013: Rothman, Schekman, Südhof ·
2014: O'Keefe, Moser, Moser ·
2015: Campbell, Omura, Tu ·
2016: Osumi ·
2017: Hall, Rosbash, Young ·
2018: Allison, Honjo ·
2019: Kaelin, Ratcliffe, Semenza ·
2020: Alter, Houghton, Rice ·
2021: Julius, Patapoutian ·
2022: Pääbo ·
2023: Karikó, Weissman ·
2024: Ambros, Ruvkun